# Wilczęta (gmina)
Wilczęta – gmina wiejska w województwie warmińsko-mazurskim, w powiecie braniewskim. W latach 1975–1998 gmina położona była w województwie elbląskim.
Siedziba gminy to Wilczęta.
Według danych z 30 czerwca 2004 gminę zamieszkiwało 3198 osób.

## Struktura powierzchni
Według danych z roku 2002 gmina Wilczęta ma obszar 147,99 km², w tym:
- użytki rolne: 66%
- użytki leśne: 25%

Gmina stanowi 12,29% powierzchni powiatu.

## Demografia

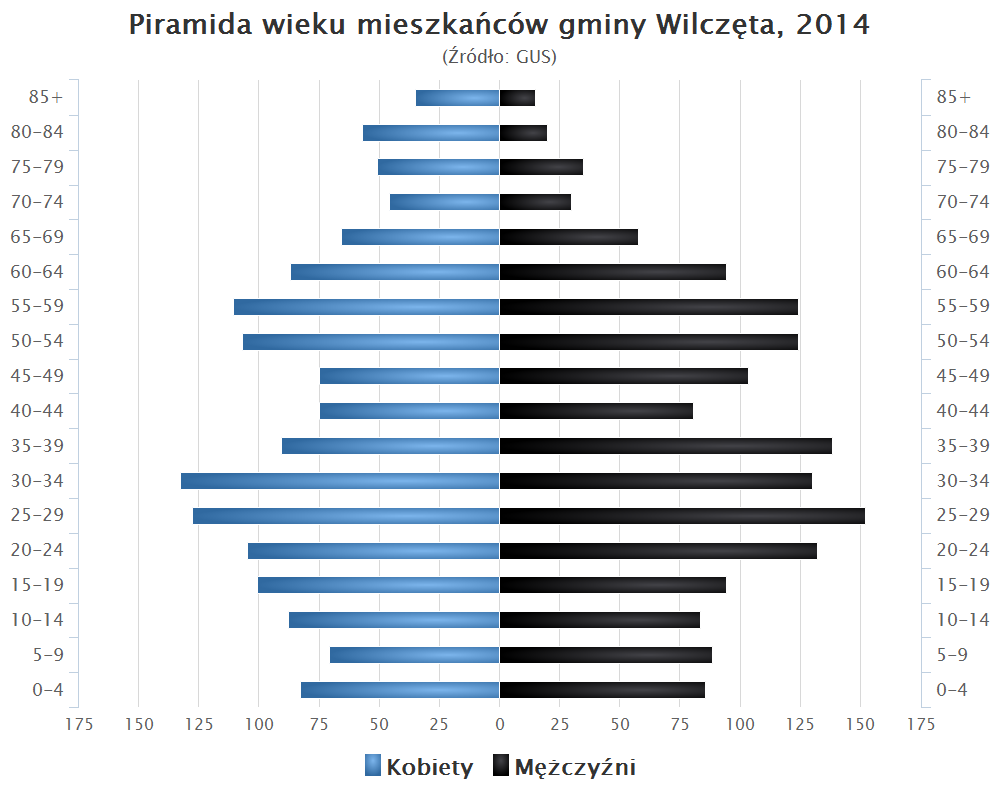
Piramida wieku mieszkańców gminy Wilczęta w 2014 roku

Dane z 30 czerwca 2004:
| Opis                              | Ogółem | Ogółem | Kobiety | Kobiety | Mężczyźni | Mężczyźni |
| --------------------------------- | ------ | ------ | ------- | ------- | --------- | --------- |
| jednostka                         | osób   | %      | osób    | %       | osób      | %         |
| populacja                         | 3198   | 100    | 1561    | 48,8    | 1637      | 51,2      |
| gęstość zaludnienia (mieszk./km²) | 21,6   | 21,6   | 10,5    | 10,5    | 11,1      | 11,1      |

## Sołectwa
Bardyny, Dębień-Karwiny, Dębiny, Gładysze, Księżno, Ławki, Nowica, Słobity, Słobity-Stacja, Sopoty, Spędy, Stare Siedlisko, Wilczęta.

## Pozostałe miejscowości
Bronki, Chmielówka, Górski Las, Góry, Jankówko, Lipowa, Kaginowo, Karpówek, Słobity-Stacja, Sośnica, Tatarki.

## Sąsiednie gminy
Godkowo, Młynary, Orneta, Pasłęk, Płoskinia